# Orick (Californie)
Orick est une census-designated place du comté de Humboldt, dans l'État de Californie, aux États-Unis,. En 2020, elle compte une population de 328 habitants.

## Politique
Au sein de la Législature d'État de la Californie, Orick se situe dans le deuxième arrondissement sénatorial de l'État, et est donc représenté par le démocrate Mike McGuire. Pour le deuxième arrondissement de l'assemblée de Californie, Orick est représenté par le démocrate Jim Wood.
Du point de vue fédéral, il se situe dans le deuxième district congressionnel de Californie, représentée par le démocrate Jared Huffman.

## Éducation
Orick bénéficie de sa propre école, qui accueille des élèves de la maternelle au 8th Grade, équivalent de la 4e en France.

## Infrastructures
Orick est desservie par l'autoroute américaine 101 ainsi que par des routes de comté, plus petites.
Le service de pompiers a été mis en place en 1955, tandis que le service des eaux l'a été en 1976. Ils sont tous deux entretenus par le "Orick Community Services District".

## Dans la culture populaire
Orick est présente dans le jeu-vidéo Resistance 2 sur PlayStation 3.
La ville apparaît brièvement dans le film Jurassic World: Fallen Kingdom, à quelques kilomètres du domaine Lockwood où se déroule la vente aux enchères des derniers dinosaures.